# Guardistallo
Guardistallo est une commune italienne de la province de Pise dans la région Toscane en Italie.

## Histoire
Au cours de l'été 1944, la ville est le théâtre du (en) massacre de Guardistallo perpétré par l'armée allemande. Une soixantaine de civils y sont assassinés puis enterrés dans une fosse commune.

## Administration
| Période                                  | Période | Identité | Étiquette | Qualité |
| ---------------------------------------- | ------- | -------- | --------- | ------- |
|                                          |         |          |           |         |
| Les données manquantes sont à compléter. |         |          |           |         |

### Communes limitrophes
Bibbona, Casale Marittimo, Cecina, Montecatini Val Di Cecina, Montescudaio